# Richard Wood (baron Holderness)
Pour les articles homonymes, voir Richard Wood et Wood.
Richard Frederick Wood (5 octobre 1920 - 11 août 2002) est un homme politique conservateur britannique qui occupe de nombreux postes ministériels de 1955 à 1974. Il a la particularité d'avoir perdu ses deux jambes au combat en Afrique du Nord pendant la Seconde Guerre mondiale.

## Jeunesse
Wood est le plus jeune fils d'Edward Wood, 1er comte d'Halifax, et de Lady Dorothy Evelyn Augusta Onslow. Il fait ses études à la St Cyprian's School d'Eastbourne, au Collège d'Eton et au New College d'Oxford. Il devient attaché honoraire à l'ambassade britannique à Rome en 1940 et, en 1941, il obtient le grade de lieutenant dans le King's Royal Rifle Corps. Il combat au Moyen-Orient entre 1941 et 1943 et est gravement blessé, perdant ses deux jambes au combat. Son frère aîné Peter Wood est tué au combat en Égypte en 1942.

## Carrière politique
Wood est élu député de Bridlington en 1950 et occupe le siège jusqu'en 1979. Il est secrétaire parlementaire privé de Derick Heathcoat-Amory comme ministre des Pensions entre 1951 et 1953, ministre d'État à la Chambre de commerce entre 1953 et 1954 et ministre de l'Agriculture et des Pêcheries entre 1954 et 1955. Wood est alors secrétaire parlementaire adjoint au ministère des Pensions et de l'Assurance nationale entre 1955 et 1958, au ministère du Travail entre 1958 et 1959 et au ministère de l'énergie entre 1959 et 1963.
En 1959, il est investi comme conseiller privé (PC) et est ministre des Pensions et de l'Assurance nationale de 1963 jusqu'à ce que le Parti conservateur perde le pouvoir en 1964. Il est ministre du développement outre-mer de 1970 à 1974 pendant la durée du gouvernement Heath. De 1987 à 1991, il est un président énergique de la Disablement Services Authority, chargé de l'amélioration des services des membres artificiels: il occupe ensuite le poste de ministre junior des services aux personnes handicapées.
Wood est colonel honoraire des Queen's Royal Rifles en 1962 et colonel honoraire du 4e bataillon (bénévole), Royal Green Jackets entre 1967 et 1969. Il est lieutenant adjoint (DL) de l'East Riding, Yorkshire en 1967. Il reçoit le doctorat honorifique en droit (LL. D.) de l'Université de Sheffield en 1962, de l'Université de Leeds en 1978 et de l'Université de Hull en 1982. Il est administrateur du groupe Hargreaves entre 1974 et 1986 et également administrateur de FJC Lilley & Company. Après avoir pris sa retraite en tant que député, Wood reçoit une pairie à vie le 7 août 1979 en tant que baron Holderness, de Wilton Bishop dans le comté de Humberside.
Wood épouse Diana Kellett, fille du colonel Edward Kellett, en 1947 et a une fille et un fils.